# Reverse Engineering (groupe)
Pour la méthode technologique, voir Rétro-ingénierie.
Reverse Engineering est un groupe suisse de hip-hop expérimental.

## Présentation
Fondé en 2002 par Alain Decrevel et David Pieffet, le groupe, à l’origine complètement orienté vers le live-act, est ensuite rejoint en 2003 par le turntablist DJ G-Bart.
Le style musical est sombre et massif, beats lourds et ambiance de films horror/sci-fi, proche des productions des labels Ninja Tune et Anticon

## Composition du groupe
- Alain Decrevel.
- David Piefft.
- DJ G-Bart.

## Discographie

### Albums
- 2006 : Duck and Cover
- 2010 : Highly Complex Machinery

### EP
- 2004 : RE
- 2005 : Reverse Engineering feat. BluRum13
- 2007 : DTTR